# Земун (станція)
Станція Земун — залізнична станція в Земуні, Сербія. Розташована в селищі Земун, муніципалітет Земун. Наступні станції — Земун-Поле з одного боку, та Тошин Бунар з іншого. Станція Земун складається з 10 залізничних колій.